# متلازمة الوجه الطويل
متلازمة الوجه الطويل يشار إليها أيضًا باسم لدغة مفتوحة الهيكل العظمي، هي حالة شائعة نسبيًا تتميز بتطور الوجه الرأسي المفرط.قد تكون أسبابه إما وراثية أو بيئية. تعد متلازمة الوجه الطويل «شذوذًا شائعًا في الأسنان.»  إن تشخيصه، أعراضه وعلاجاته معقدة ومثيرة للجدل. في الواقع، حتى وجودها باعتباره «متلازمة» هو موضع خلاف.

## التعريف والعلاج
يعرّفه أحد الكتب المدرسية للأسنان بأنه: «Dolicofacial، هناك فائض في ارتفاع الوجه السفلي يرتبط عادةً بزوايا انخفاض الإطباق الفك السفلي والطوب السفلية.» وغالبًا ما يرتبط هذا «بتضخم الفك العلوي الرأسي ونقص تنسج الفك السفلي». ولوك PM Tourne، وهو زميل في قسم TMJ و Craniofacial Pain في كلية طب الأسنان بجامعة مينيسوتا، أشار إلى: «هناك تشكل في الوجه يمكن التعرف عليه سريريًا. متلازمة الوجه الطويل، التي تم وصفها بشكل غير مكتمل في الأدب،» ومع ذلك، فإن دراستها التي أجريت على 31 شخصًا بالغًا مصابًا بهذه المتلازمة، والتي شملت«تحليل الجماليات، ومورفولوجيا الهيكل العظمي، والانسداد» أكدت«أن هذا التشوه الأساسي للأسنان» له روابط«مع النمو الرأسي المفرط للفك العلوي». ذكرت أن العضة المغلقة وفتح الأسنان هما من متغيرات المتلازمة.
علاج المرضى الصغار الذين يعانون من متلازمة الوجه الطويل هو وقف والسيطرة على نزول الفك السفلي ومنع ثوران الأسنان الخلفية. في الحالات الشديدة من التشوه، قد يكون مزيج من تقويم الأسنان وجراحة تقويم الأسنان هو الحل الوحيد الفعال. [8] [9] تخضع فعالية العلاجات الجراحية طويلة الأجل (أكثر من 6 سنوات) لمتلازمة الوجه الطويل للدراسة.
"في الأدب الأمريكي، غالبًا ما يتم استخدام المصطلحات" متلازمة الوجه الطويل ومتلازمة الوجه القصير ". من المؤكد أن هناك "حالات شاذة للوجه الطويل والقصير" وحالات عض مفتوحة. ومع ذلك، في رأي Hugo Obwegeser، لا يوجد أي مبرر طبي لتسمية هؤلاء المرضى على أنهم "متلازمة" - العلامات والأعراض لا تفي بالحد الأدنى. 
هناك جدل حول استخدام واصف «متلازمة الوجه الطويل». بينما لوحظت زيادة «الطول الكلي والوجه السفلي» الأمامي في العديد من الأعمار، بالإضافة إلى الزيادة في الرأس والفك العلوي في البالغين، إلا أن الأسباب كانت مثيرة للجدل. على وجه التحديد، هناك خلاف حول التأثيرات البيئية المحتملة المحتملة على المكونات الوراثية.
من الناحية القصصية، قيل إنها حالة وراثية، لا يمكن تصحيحها إلا «بكميات هائلة» من الجراحة الترميمية المنهكة والمتكررة وطويلة الأسنان والوجه.
بالنسبة للأطفال، هناك قلق من أن تنفس الفم يمكن أن يسهم في تطور متلازمة الوجه الطويل. توصلت دراسة حديثة إلى أنها مشكلة متنامية يجب معالجتها على أنها «لن تختفي تمامًا». بالإضافة إلى تنفس الفم، قد يرتبط بتوقف التنفس أثناء النوم.
بسبب الارتباط الطويل لمتلازمة الوجه الطويل مع توقف التنفس أثناء النوم لدى الأطفال (OSA) وردود الفعل التحسسية، من الضروري أن يفرق الأطباء المعالجون بين الظروف والعلاجات؛ علاج أحدهم قد لا يشفي الآخر. أحيانًا ما تُستخدم جراحة التشريح المتعدد المستويات لتصحيح OSA المعتدل إلى الحاد، وقد تكون متلازمة الوجه الطويل عاملاً نادرًا في التفكير في الجراحة.

## مشاهير
- يقول الممثل وكاتب السيناريو كريج تشيستر إنه عانى من هذه الحالة.[11]